# 埃切加赖
埃切加赖（法語：Etchegaray，？—？），法国男子回力球运动员。他曾代表法国参加1900年夏季奥林匹克运动会回力球比赛，获得一枚银牌。